# Palawan (ostrov)
Palawan je s rozlohou 12 189 km² pátý největší ostrov Filipín. Severozápadní pobřeží ostrova omývá Jihočínské moře a jihovýchodní Suluské moře. Velká část Palawanu je nedotčená a málo rozvinutá. Bohatá divoká zvěř, džungle a některé bílé písečné pláže ostrova přitahují mnoho turistů.
Nejvyšší bod je Mount Mantalingajan s 2 086 m n. m.